# Harry Goaz
Harry Goaz, nato Harry Preston King (Texas, 27 settembre 1960), è un attore statunitense.

## Biografia
Nato in un ranch del Texas, dopo la laurea in belle arti, per un periodo di tempo si guadagna da vivere facendo l'automobilista di limousine.
È noto principalmente per aver interpretato l'agente Andy Brennan nella serie televisiva I segreti di Twin Peaks e nel sequel Twin Peaks. Goaz vanta partecipazioni alla serie televisiva Gli acchiappamostri e al film di Steven Soderbergh Torbide ossessioni.
Nel 2005, dopo dieci anni di assenza dallo schermo, ritorna al cinema con il film Deadroom.